# 蒙米拉伊 (萨尔特省)
蒙米拉伊（法語：Montmirail，法語發音：[mɔ̃miʁaj]）是法国萨尔特省的一个市镇，属于马梅尔斯区。

## 地理
蒙米拉伊（48°6'10"N, 0°47'26"E）面积12.53 平方千米，位于法国卢瓦尔河地区大区萨尔特省，该省份为法国西北部内陆省份，北起顺时针与奥恩省、厄尔-卢瓦省、卢瓦-谢尔省、安德尔-卢瓦尔省、曼恩-卢瓦尔省和马耶讷省接壤，是法国大西部的入口，连接卢瓦尔河谷、布列塔尼和巴黎盆地。
与蒙米拉伊接壤的市镇（或旧市镇、城区）包括：梅勒赖、尚普龙、圣让德塞谢勒。

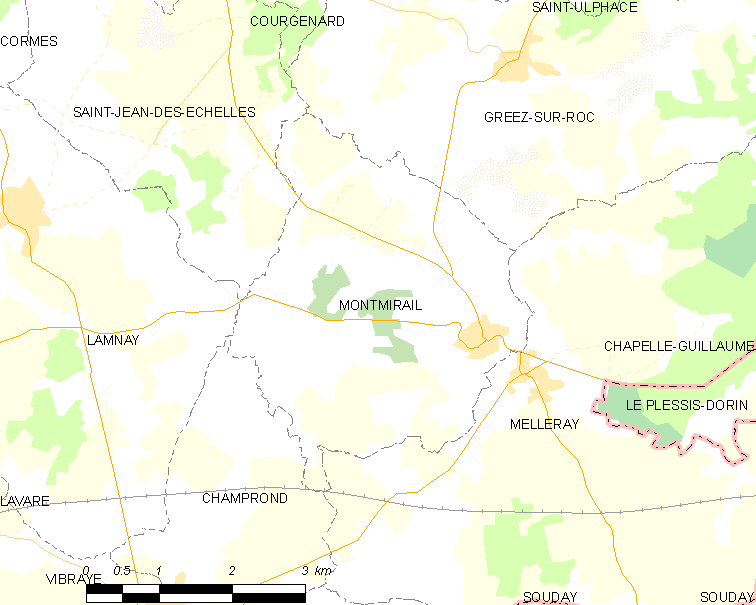
的OSM定位图

蒙米拉伊的时区为UTC+01:00、UTC+02:00（夏令时）。

## 行政
蒙米拉伊的邮政编码为72320，INSEE市镇编码为72208。

## 政治
蒙米拉伊所属的省级选区为圣卡莱县。

## 人口

1962-2008年间人口变化图示

蒙米拉伊于2022年1月1日时的人口数量为369人。